# Erwin Folger
Erwin Folger (* 24. September 1909 in München; † 2. März 1993 ebenda) war ein deutscher Politiker (SPD).

## Leben und Beruf
Nach dem Besuch der Volks- und der Oberrealschule absolvierte Folger eine Lehre in einer Rechtsanwaltskanzlei, arbeitete anschließend als Sekretär und schloss sich dem Zentralverband der Angestellten (ZdA) an. Er war später Geschäftsführer von Wirtschafts- und Arbeitgeberverbänden sowie von Einkaufsgenossenschaften, wurde aber 1936 aus politischen Gründen entlassen. Danach übte er eine Tätigkeit als Immobilien- und Finanzierungsmakler aus. Im Zweiten Weltkrieg war er Funker bei einer Polizeinachrichtenkompanie.
Folger war seit Oktober 1945 Referent der Abteilung für Arbeitsrecht, Lohnpolitik, Tarif- und Schlichtungswesen im bayerischen Staatsministerium für Arbeit und Soziale Fürsorge. 1950 unternahm er eine dreimonatige Studienreise in die Vereinigten Staaten. Ferner war er Mitglied der Gewerkschaft ÖTV.

## Partei
Folger schloss sich 1923 der Sozialistischen Arbeiter-Jugend (SAJ) an und war seit 1927 Mitglied der SPD.

## Abgeordneter
Folger gehörte dem Deutschen Bundestag vom 19. Mai 1958, als er für die verstorbene Lisa Albrecht nachrückte, bis 1972 an. In der dritten und vierten Wahlperiode (1958–1965) war er über die Landesliste der SPD Bayern ins Parlament eingezogen. In der fünften und sechsten Wahlperiode (1965–1972) vertrat er den Wahlkreis München-West. Vom 26. Januar 1967 bis 1969 war er stellvertretender Vorsitzender des Bundestagsausschusses für Arbeit.

## Ehrungen
- 1968: Verdienstkreuz 1. Klasse der Bundesrepublik Deutschland
- 1973: Großes Verdienstkreuz der Bundesrepublik Deutschland

| Personendaten    | Personendaten                  |
| ---------------- | ------------------------------ |
| NAME             | Folger, Erwin                  |
| KURZBESCHREIBUNG | deutscher Politiker (SPD), MdB |
| GEBURTSDATUM     | 24. September 1909             |
| GEBURTSORT       | München                        |
| STERBEDATUM      | 2. März 1993                   |
| STERBEORT        | München                        |